# Tityus evandroi
Espèce
Tityus evandroi est une espèce de scorpions de la famille des Buthidae.

## Distribution
Cette espèce est endémique du Pará au Brésil. Elle se rencontre vers Piratuba.

## Description
La femelle holotype mesure 74 mm.

## Étymologie
Cette espèce est nommée en l'honneur d'Evandro Chagas.

## Publication originale
- Mello-Leitão, 1945 : « Escorpioes Sul-Americanos. » Arquivos do Museu Nacional do Rio de Janeiro, vol. 40, p. 7-468 (texte intégral).